# Природно-заповідний фонд Донецької області
Природно-заповідний фонд Донецької області охоплює різні категорії об’єктів, які мають на меті охорону природних екосистем, рослинного та тваринного світу.

## Загальна характеристика

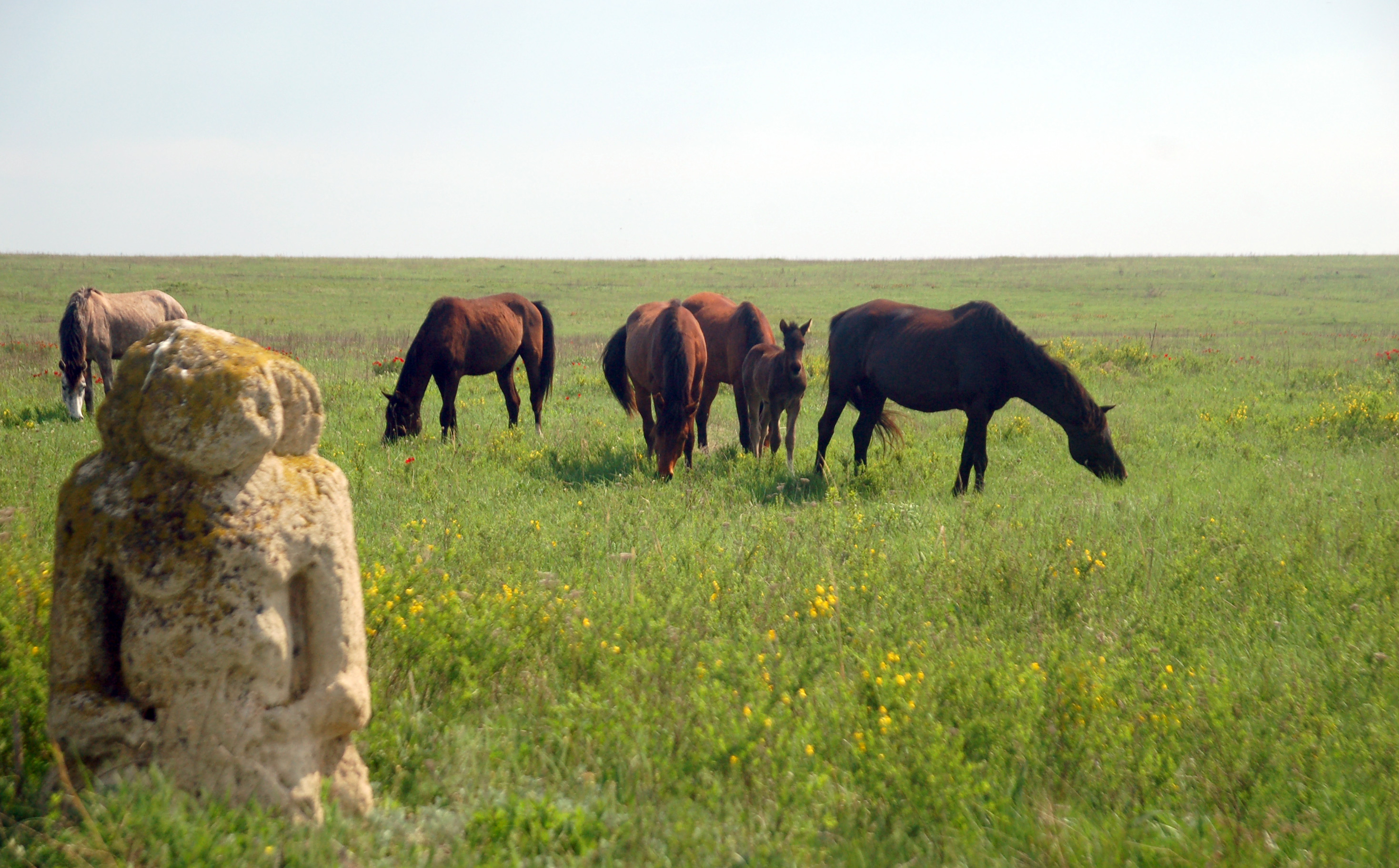
Хомутовський степ

У Донецькій області, яка займає 4,4% площі України, проживає близько 10% її населення у 50 містах та 134 селищ міського типу та інших населених пунктах, зосереджено 23% промислового потенціалу країни, що виробляє 30% забруднених стоків, 40% шкідливих викидів в атмосферу та 4 млрд тон промислових відходів, розораність земель досягає 70%. Це негативно відбивається на якості навколишнього середовища та стані природних ресурсів. Сільськогосподарське і промислове освоєння земель досягло критичного рівня, що призвело до деградації дикої природи та різкого скорочення площі природних місць проживання представників тваринного і рослинного світу, кількісний і якісний склад яких змінився. Найефективнішим способом досягнення збереження і відновлення природних комплексів та об'єктів є організація територій та об'єктів природно-заповідного фонду.

## Історія

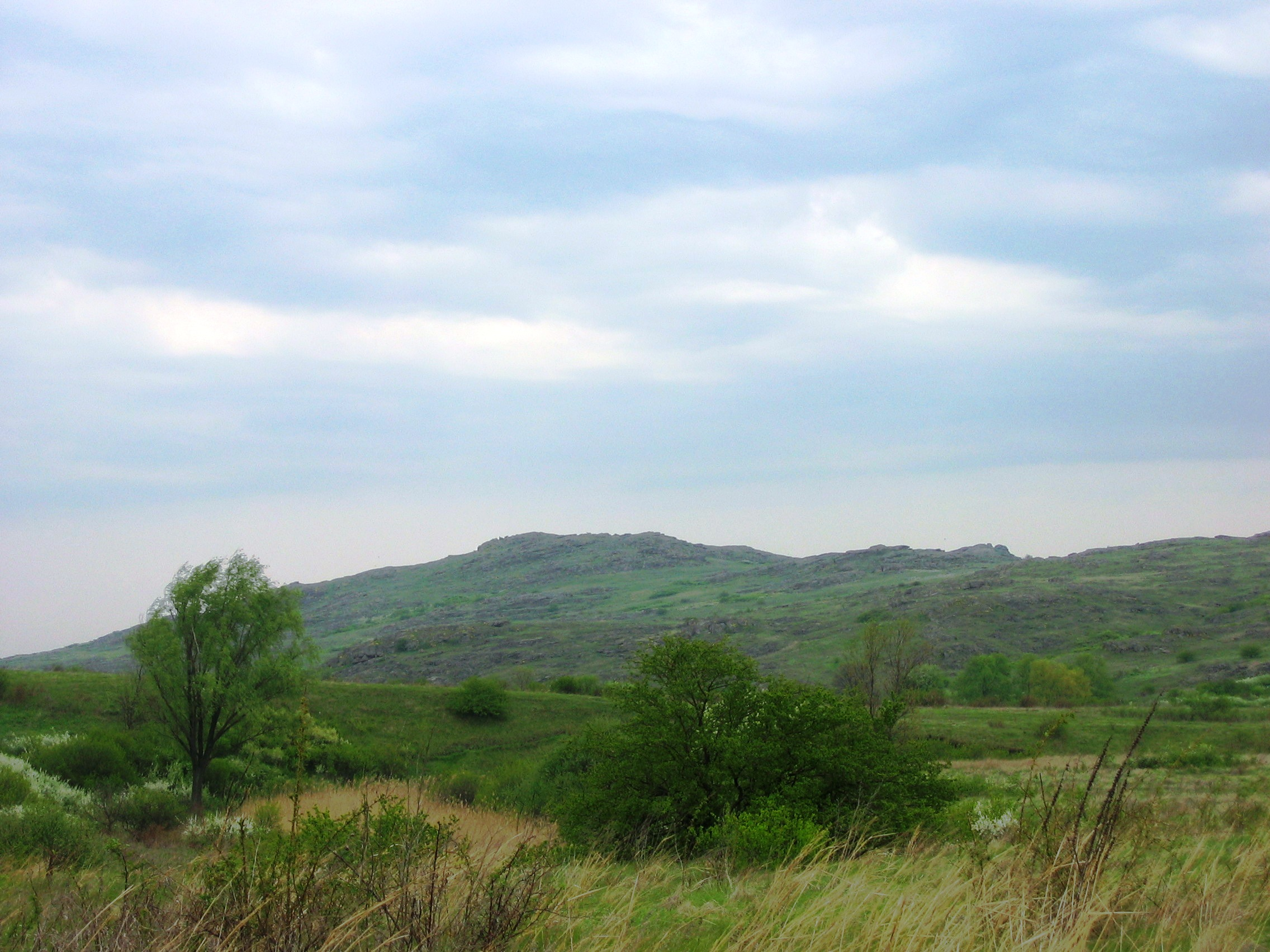
Кам'яні Могили

Найунікальніші природні комплекси і об'єкти регіону: Хомутовський степ, Білосарайська коса, Кам'яні Могили були взяті першими під охорону держави ще на початку 1920-х років. Лісовий заказник загальнодержавного значення «Великоанадольський ліс», хоч і отримав заповідний статус тільки у 1974 році, проте був закладений ще у 1834–1845 роках поручиком корпусу лісничих В. Є. Граффом, який першим довів можливість створення штучних лісів у голому безводному степу.
До початку 1990-х років загальна площа природно-заповідного фонду Донеччини склала близько 18 тис. га або 0,7% території області.
Потужний поштовх розвитку природоохоронної діяльності в області дала Програма перспективного розвитку заповідної справи в Україні до 2005 року, затверджена постановою Верховної Ради України від 22.09.1994 № 177/94-ВР. Завдяки її реалізації спільними зусиллями природоохоронних органів і наукових організацій, загальна площа природно-заповідного фонду в Донецькій області до початку тисячоліття збільшилася в 4 рази. Тоді ж вперше розпорядженням голови облдержадміністрації від 13.01.1997 № 7 «Про дотримання природоохоронного законодавства у ході земельної реформи в Донецькій області» був позначений перспективний відсотковий показник заповідності території області — 5%.

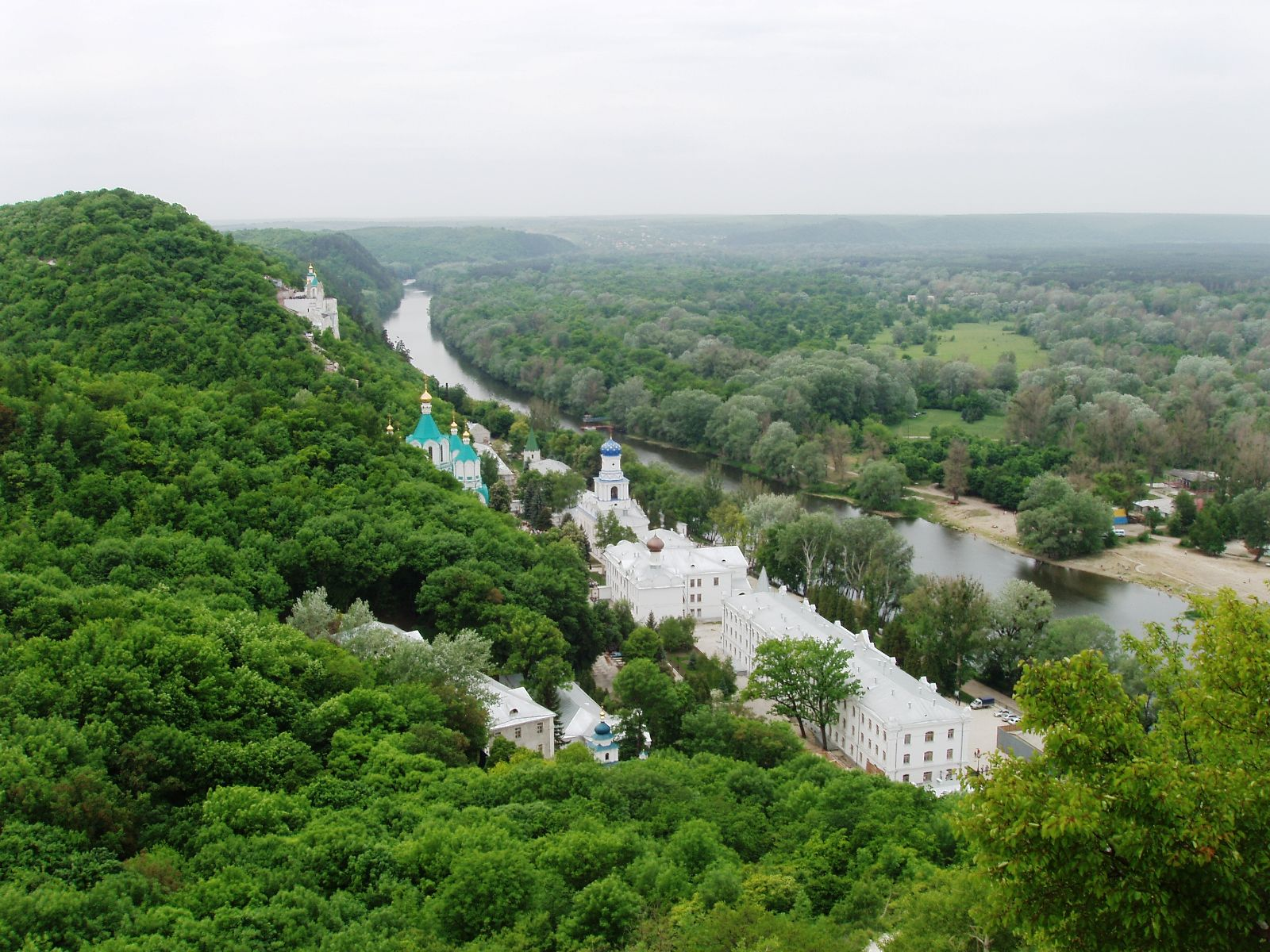
Свято-Успенська Святогірська Лавра на території Національного природного парку «Святі гори»

Наступним етапом розвитку регіональної політики в природоохоронній сфері в умовах сильного рекреаційного навантаження на природу стало створення на території Донецької області мережі національних природних і регіональних ландшафтних парків. Статус цих категорій природно-заповідного фонду України передбачає не тільки охорону природних комплексів і об'єктів, а й створення умов для організованого туризму, відпочинку населення в природних умовах, проведення еколого -просвітницької діяльності. Такий статус є більш прийнятним для густонаселеного регіону, яким є Донеччина, і суттєво відрізняється від інших категорій природно-заповідного фонду: природних заповідників, заказників, пам'яток природи, заповідних урочищ. Першим у цьому напрямку було створення Указом Президента України від 13.02.97 № 135/47 національного природного парку «Святі Гори». Це був сьомий в Україні та перший у її східній частині національний природний парк. До нього, крім унікальних крейдяних бори з релікта третинного періоду сосни крейдової та інших лісових масивів, де зростає понад 950 видів рослин і мешкає більше 350 видів тільки хребетних тварин, були включені й широко відомі місця масового відпочинку населення (Щуровська, Святогірська зони відпочинку) та історичні культурні пам'ятки. Починаючи з 2000 року в області було створено і функціонує 6 регіональних ландшафтних парків загальною площею понад 28 тис. га. Завдяки цим заходам 85% площі природно-заповідного фонду Донецької області охороняється штатними працівниками служби державної охорони природно-заповідного фонду і лише 15% площі охороняється землекористувачами та власниками відповідних земельних ділянок (в середньому по Україні — 42% і 58% відповідно, в сусідніх з Донецькою областях — від 10 до 25% і від 90% до 75% відповідно).

## Перспективи розвитку

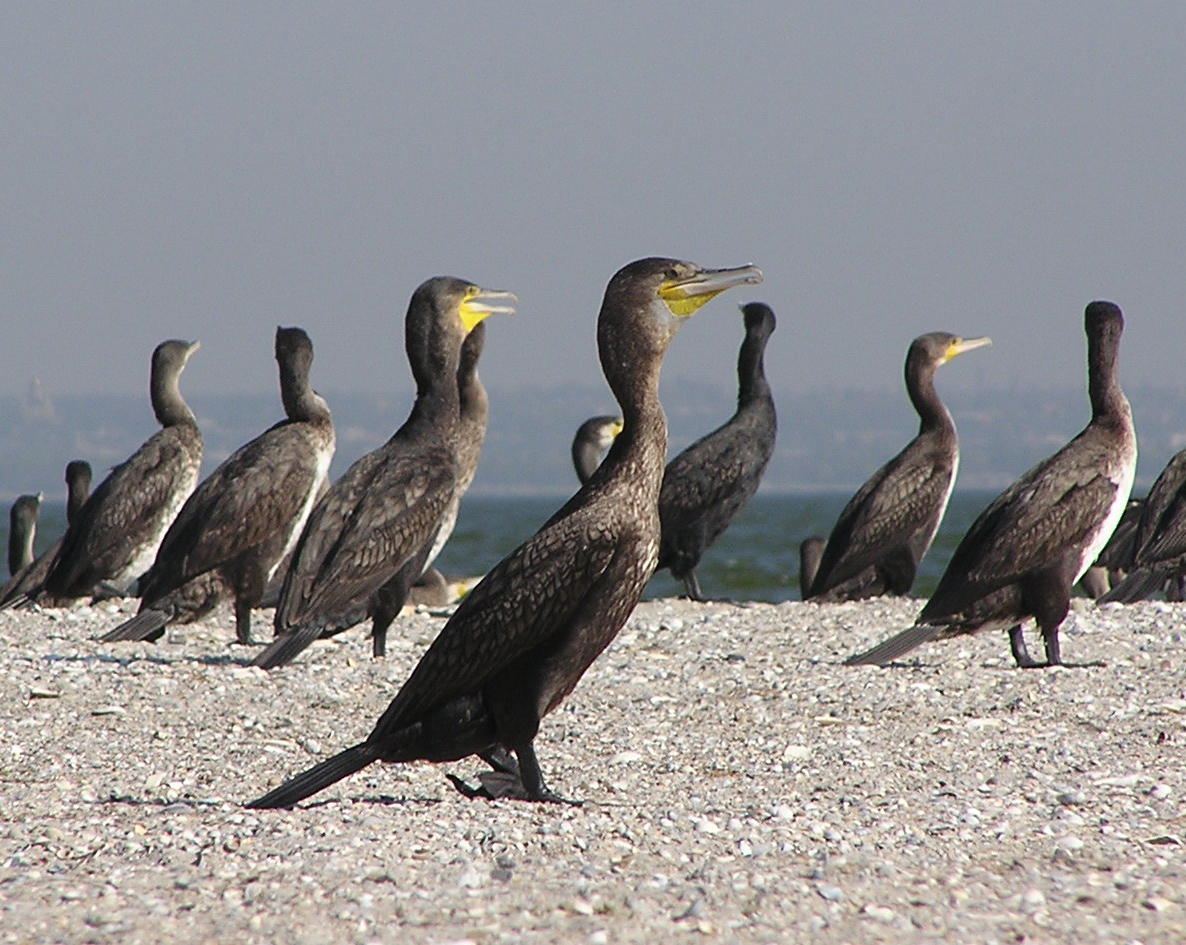
Великі баклани в регіональному ландшафтному парку «Меотида»

Планується розширити площу Українського степового природного заповідника більш ніж на 1 000 га, національного природного парку «Святі Гори» — на 10 000 га, регіональних ландшафтних парків «Клебан-Бик» на 1 000 га, «Донецький кряж» — на 2 000 га, збільшити площу регіонального ландшафтного парку «Меотида» більш ніж на 13 000 га за рахунок включення в склад парку прилягаючої акваторії Азовського моря, створити новий регіональний ландшафтний парк «Краматорський», збільшити кількість заказників загальнодержавного й місцевого значення. Також планується створити міждержавні заповідні території на базі існуючих регіональних ландшафтних парків «Меотида» та «Донецький кряж», підвищити статус регіонального ландшафтного парку «Меотида» до рівня національного природного парку, а на кордоні Донецької та Луганської областей організувати новий національний природний парк «Донбаський».
У Бахмутському районі Донецької області оголошені нові заказники. Загальна площа 4 нових заказників становить 257,17 га.
Це ландшафтний заказник місцевого значення «Балка Шовкова», створений (оголошений) на території Сіверської міської ради, та ботанічні заказники місцевого значення «Везуєва гора», «Зміїний яр», «Степ Північний Донецький», створені (оголошені) на території Соледарської міської ради Бахмутського району. Ці природні території включають: велику глибоку балку, що тягнеться у північно-східному напрямку зі стрімкими, майже прямовисними схилами; неглибоку балку, що спускається до річки; східний схил великої балки, яка також спускається до річки; безлісий яр, у нижній частині якого поширена лучна рослинність та цілинний типчаково-ковиловий степ.
На цих територіях зустрічаються види рослин, що охороняються на обласному рівні, а також ті, що занесені до Червоної книги України — ковила волосиста та Лессінга, ласкавець серпоподібний, півники солончакові, грудниця шерстиста. З птахів відмічені шуліка чорний, канюк степовий, змієїд, пугач, сиворакша — види, які занесені до Червоної книги України.

## Флора і фауна заповідних територій

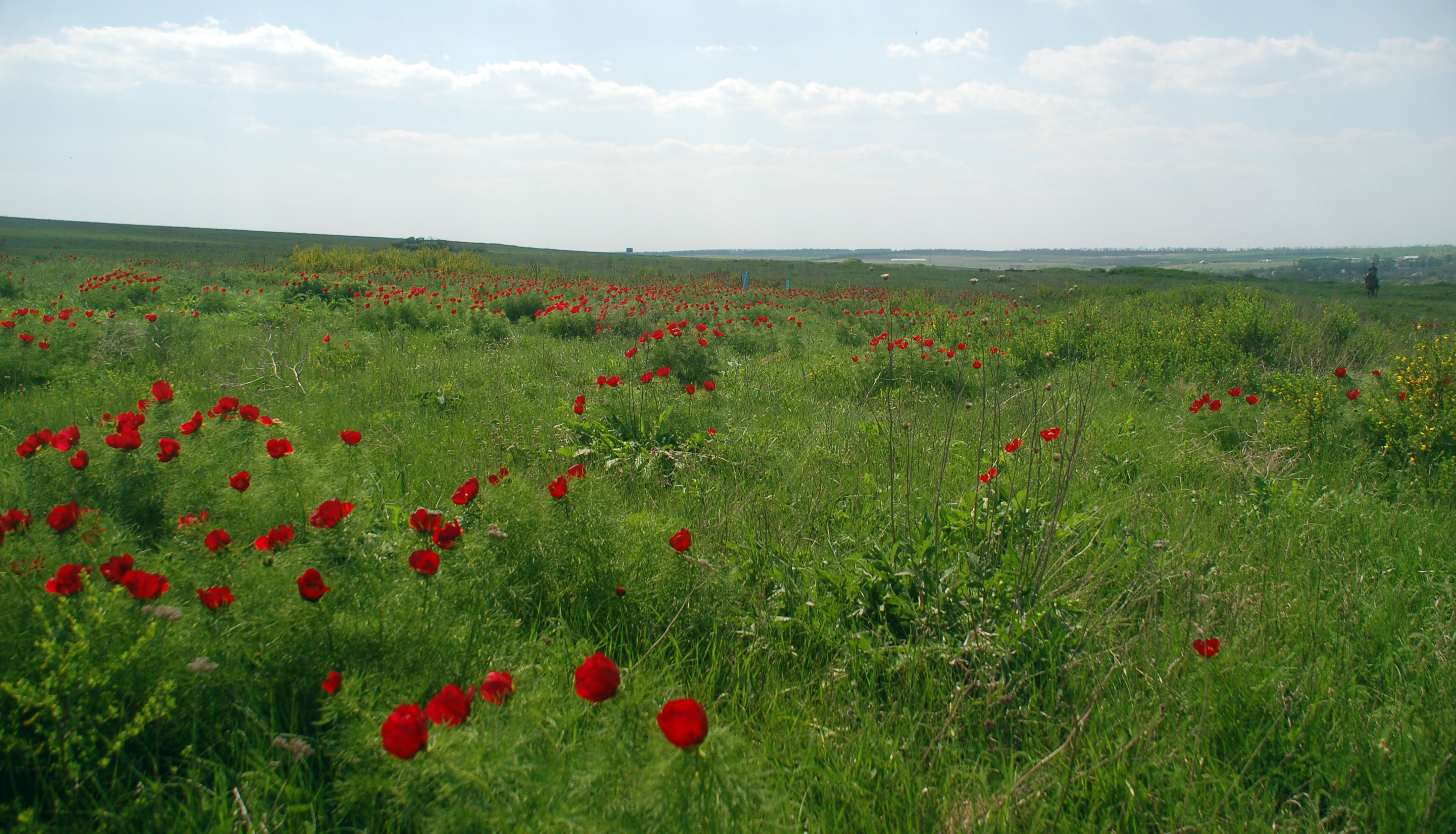
Цвітіння півонії вузьколистої, занесеної до Червоної книги України в Хомутовському степу

Сучасна мережа заповідних територій має високий ступінь репрезентативності. Згідно оцінок фахівців Донецького ботанічного саду НАН України, флора південного сходу України налічує понад 1 930 видів вищих судинних рослин — чверть з них складають раритетні види. В області виявлено 147 видів судинних рослин, водоростей, лишайників і грибів, занесених до Червоної книги України. Ще 11 видів мохоподібних, 8 видів лишайників, 1 вид грибів, 3 види водоростей та 266 видів судинних рослин занесено до Офіційного переліку регіонально рідкісних рослин Донецької області. У 2009 році побачило світ перше видання Червоної книги Донецької області (рослинний світ). Флористична репрезентативність територій природно-заповідного фонду сягає 80% видів, при цьому практично всі «червонокнижні» види представлені на заповідних територіях.

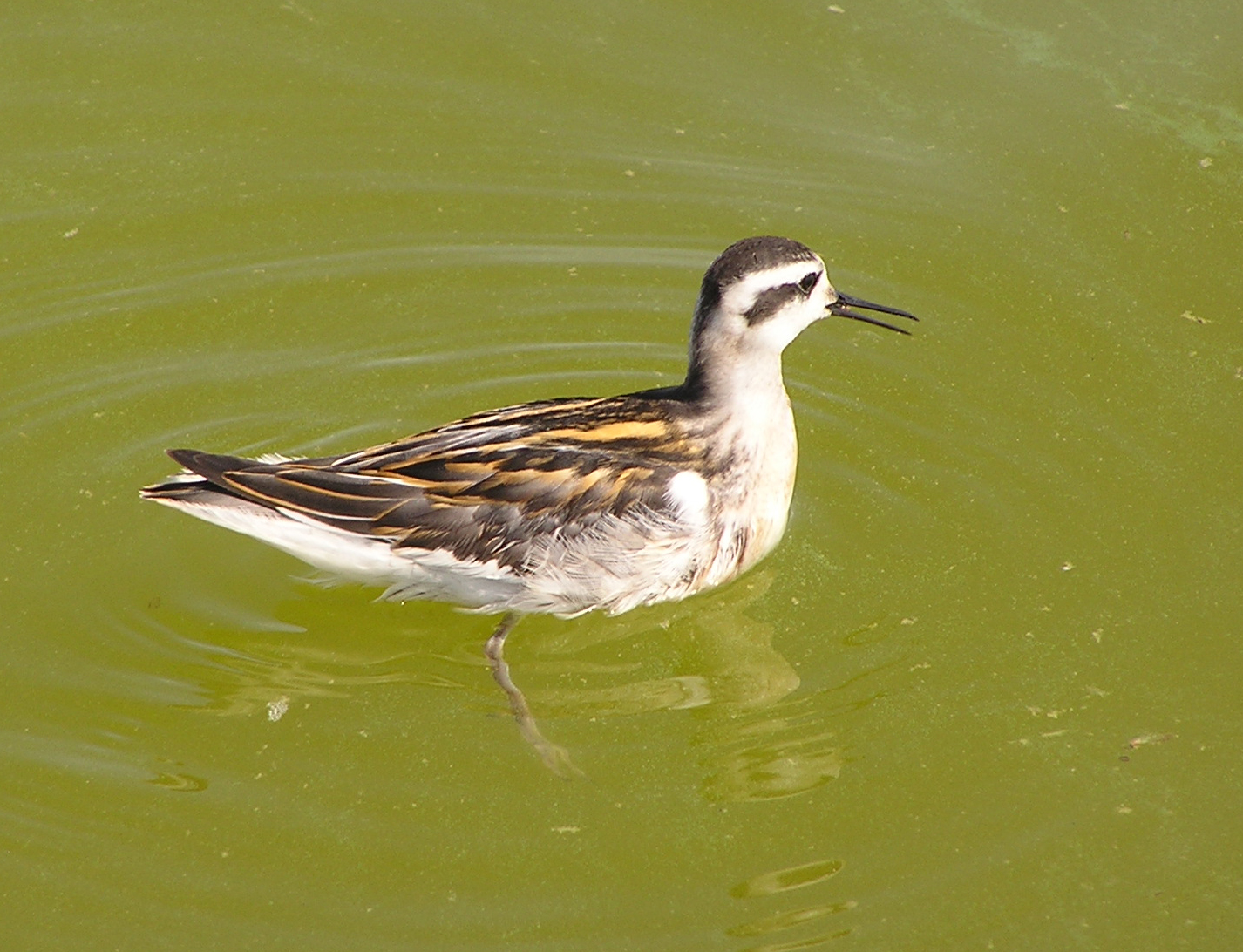
Плавунець круглодзьобий на Білосарайській косі

Фауна хребетних тварин включає близько 400 видів, кількість видів безхребетних тварин, оцінюється більше ніж 25 тисяч видів. 136 видів тварин Донецької області занесені до Червоної книги України. Ще 193 види занесені до Офіційного переліку регіонально рідкісних тварин Донецької області.
Однак фауністична репрезентативність природно-заповідного фонду значно нижче і становить близько 30% видів, що обумовлено більшою рухливістю представників тваринного світу.

## Статистика
Станом на 1 січня 2016 року в Донецькій області створено 117 об'єктів природно-заповідного фонду загальнодержавного і місцевого значення, загальною площею 109653,3247 га, що становить 4,14% її території. Присутні 10 із 11 категорій територій та об'єктів природно-заповідного фонду, що передбачені Законом «Про природно-заповідний фонд України». Відсутні біосферні заповідники. За кількісним складом переважають заказники місцевого значення, а за площею — Національні природні парки і Регіональні ландшафтні парки. Найбільш заповідними є Слов'янський (34,2%) та Новоазовський (15,4%) райони, а найменш — Мар'їнський (0,01%) та Великоновосілківський (0,04%) райони.

## Список об'єктів і територій[5]
| Зображення | Найменування                                  | Категорія                                    | Тип                 | Район, місто          | Місце                                                                                                   | Площа, га | Рік заснування | Ким і коли затверджено | Характеристика |
| ---------- | --------------------------------------------- | -------------------------------------------- | ------------------- | --------------------- | --- | --------- | -------------- | --- | --- |
|            | Донецький кряж                                | Регіональний ландшафтний парк                | Геологічний         | Амвросіївський        | Село Артемівка                                                                                          | 2353      | 2000           | Рішення Донецької обласної ради від 9.11.2000 р. № 3/16-364                                                                  | Типові природні ландшафти Донецького кряжу |
|            | Бердянський                                   | Заказник загальнодержавного значення         | Лісовий             | Амвросіївський        | Амвросіївський держлісгосп, Благодатненське лісництво, кв. 10-14. Степано-Кринське лісництво, кв. 31,35 | 413       | 1974           | Постанова Ради Міністрів УРСР від 28.10.1974 р. № 500                                                                        | Байрачні і заплавні ліси вздовж річки Кринка |
|            | Ліс по річці Кринка                           | Заказник місцевого значення                  | Ландшафтний         | Амвросіївський        | поблизу села Родники                                                                                    | 25        | 1984           | Рішення Донецького облвиконкому № 276 від 27.06.1984 р.                                                                      | Дуби віком 70 років по березі річки Кринка |
|            | Пристенське                                   | Заказник місцевого значення                  | Ботанічний          | Амвросіївський        | Амвросіївське лісництво кв. 14, 16-19                                                                   | 250       | 1979           | Рішення Донецького облвиконкому № 9 від 10.01.1979 р.                                                                        | Популяція лікарської рослини материнки звичайної |
|            | Балка Гірка                                   | пам'ятка природи загальнодержавного значення | Ботанічний          | Амвросіївський        | Амвросіївське лісництво, кв. 22 д. 8                                                                    | 4         | 1975           | Розпорядження Ради Міністрів УРСР від 14.10.1975 р. № 780-р                                                                  | Популяція еремурусу величного |
|            | Балка Журавльова                              | пам'ятка природи місцевого значення          | Геологічний         | Амвросіївський        | Село Велике Мішкове                                                                                     | 2         | 1975           | Рішення Донецького облвиконкому № 622 від 15.12.1975 р.                                                                      | Оголення, де вугільні пласти виходять на поверхню |
|            | Артемівські садово-дендрологічні насадження   | Заказник місцевого значення                  | Ландшафтний         | Бахмутський           | Село Опитне                                                                                             | 2400      | 1984           | Рішення Донецького облвиконкому № 276 від 27.06.1984 р.                                                                      | Садово-деревні насадження, що включають лісопарк — 897 га, помологічні сади — 1169 га, дендропарк — 15 га, водойми — 73 га |
|            | Ковила біля села Григорівка                   | Заказник місцевого значення                  | Ботанічний          | Бахмутський           | Біля села Григорівка                                                                                    | 100       | 1995           | Рішення Донецької обласної ради від 25.03.1995 р.                                                                            | Багатий флористичний склад (близько 400 видів), що включає 15 видів, занесених до Червоної книги України (бурачок голоножковий, дворядник крейдяна, громовик донський, шоломниця крейдяна, келерія Талієва та інші лікарські трави)    |
|            | Палімбія                                      | Заказник місцевого значення                  | Ботанічний          | Бахмутський           | Біля села Васюківка                                                                                     | 50        | 1995           | Рішення Донецької обласної ради від 25.03.1995 р.                                                                            | У флористичному складі близько 200 видів. Три види, занесені до Червоної книги України (тюльпан змієлистий, ковили Лессінга та волосиста). Виростає прикаспійський ендемік палімбія солона, вкрай рідкісна на південному сході України |
|            | Крейдяна рослинність біля села Кірове         | Заказник місцевого значення                  | Ботанічний          | Бахмутський           | Околиця села Свято-Покровське                                                                           | 150       | 1995           | Рішення Донецької обласної ради від 25.03.1995 р.                                                                            | Виростає 50 видів, з них 15 видів занесено до Червоної книги України (бурачок голоножковий, дрік донський, гісоп крейдяний, льонок крейдяний, ранник крейдяний та інші)                                                                |
|            | Конвалієва діброва                            | Заказник місцевого значення                  | Ботанічний          | Бахмутський           | Між селом Дронівка та селищем Рудник                                                                    | 5         | 1995           | Рішення Донецької обласної ради від 25.03.1995 р.                                                                            | Флора налічує 130 видів, серед яких ряд цінних лікарських рослин (конвалія травнева, бузина чорна, чистотіл великий, кропива дводомна та інші)                                                                                         |
|            | Степ біля села Платонівки                     | Заказник місцевого значення                  | Ботанічний          | Бахмутський           | Біля села Платонівка                                                                                    | 5         | 1995           | Рішення Донецької обласної ради від 25.03.1995 р.                                                                            | У флористичному складі всього близько 150 видів, у тому числі 5 видів, занесених до Червоної книги України (шоломниця крейдяна, ковили волосиста, Іоанна, Лессінга, українська)                                                        |
|            | Мар'їна гора                                  | пам'ятка природи місцевого значення          | Ботанічний          | Бахмутський           | Біля села Серебрянка                                                                                    | 30        | 1993           | Рішення Донецької обласної ради від 10.03.1993 р.                                                                            | Виростає 230 видів квіткових рослин, з них 13 видів занесено до Червоної книги України. Єдине в області місце зростання шиверекії мінливої                                                                                             |
|            | Риф, оголення вапняку біля села Покровське    | пам'ятка природи місцевого значення          | Геологічний         | Бахмутський           | Село Покровське                                                                                         | 0,2       | 1972           | Рішення Донецького облвиконкому від 21.06.1972 р. № 310                                                                      | Вихід вапняків на денну поверхню у вигляді рифа |
|            | Рідкодуб'я                                    | пам'ятка природи місцевого значення          | Ботанічний          | Бахмутський           | Слов'янський держлісгосп, Часів-Ярське лісництво, кв. 30                                                | 4,3       | 1972           | Рішення Донецького облвиконкому від 21.06.1972 р. № 310                                                                      | Дуби природного походження віком більше 200 років |
|            | Відслонення авіловської світи в селі Скельове | пам'ятка природи місцевого значення          | Геологічний         | Бахмутський           | Село Скельове                                                                                           | 5         | 1972           | Рішення Донецького облвиконкому № 310 від 21.06.1972 р.                                                                      | Оголення в кар'єрі вапняків Авилівської свити |
|            | Одрадівський степ                             | пам'ятка природи місцевого значення          | Ботанічний          | Бахмутський           | Біля села Одрадівка                                                                                     | 3,9       | 1995           | Рішення Донецької обласної ради від 25.03.1995 р.                                                                            | Ділянка степової рослинності, 7 видів рослин занесено до Червоної книги України (громовик донський, ковила волосиста, шафран сітчастий, півонія тонколиста та інші)                                                                    |
|            | Трипільська печера                            | пам'ятка природи місцевого значення          | Геологічний         | Бахмутський           | Біля села Трипілля                                                                                      | 5         | 1995           | Рішення Донецької обласної ради від 25.03.1995 р.                                                                            | Печера природного карстового походження (порожнина печери утворена в гіпсах внаслідок вилуговування діяльністю інфільтруючих атмосферних опадів і підземних вод)                                                                       |
|            | Нескучненський ліс                            | Заказник місцевого значення                  | Ландшафтний         | Великоновосілківський | Великоанадольський держлісгосп, Майорське лісництво, кв. 15                                             | 16        | 1984           | Рішення Донецького облвиконкому № 276 від 27.06.1984 р.                                                                      | Лісонасадження по березі річки Мокрі Яли |
|            | Новосілківський                               | Заказник місцевого значення                  | Ентомологічний      | Великоновосілківський | смт Велика Новосілка                                                                                    | 3         | 1982           | Рішення Донецького облвиконкому № 652 від 17.12.1982 р.                                                                      | Місце гніздування диких бджіл |
|            | Балка Північна                                | Заказник місцевого значення                  | Ботанічний          | Великоновосілківський | Поблизу сел. Времевка                                                                                   | 12        | 1991           | Рішення Донецького облвиконкому № 7 від 9.01.1991 р.                                                                         | Зростає 200 видів рослин, у тому числі 3 види, занесені до Червоної книги України (волошка Талієва, ковили Лессінга та волосиста) |
|            | Балка Орлинська                               | Заказник місцевого значення                  | Ботанічний          | Великоновосілківський | Село Орлинське                                                                                          | 9         | 1991           | Рішення Донецького облвиконкому № 7 від 9.01.1991 р.                                                                         | Місце зростання видів, рідкісних для південного сходу України, з них 2 види занесено до Червоної книги України (ковили Лессінга та волосиста)                                                                                          |
|            | Щуча заводь                                   | Заказник місцевого значення                  | Ландшафтний         | Великоновосілківський | Між селами Ялта і Запоріжжя                                                                             | 27        | 2000           | Рішення Донецької обласної ради від 11.09.2000 р. № 3/15-353                                                                 | Типове для даного регіону водно-болотне угіддя |
|            | Дубові насадження                             | Пам'ятка природи місцевого значення          | Комплексний         | Великоновосілківський | Великоанадольський держлісгосп, Майорське лісництво                                                     | 5,2       | 1972           | Рішення Донецького облвиконкому № 310 від 21.06.1972 р.                                                                      | Дубові насадження штучного походження віком більше 60 років |
|            | Великоанадольський ліс                        | Заказник загальнодержавного значення         | Лісовий             | Волноваський          | Великоанадольське лісництво                                                                             | 2543      | 1974           | Постанова Ради Міністрів УРСР № 500 від 28.10.1974 р.                                                                        | Первісток вітчизняного степового лісорозведення |
|            | Знаменівська балка                            | Заказник місцевого значення                  | Ботанічний          | Волноваський          | Біля села Калініно                                                                                      | 55        | 1991           | Рішення Донецького облвиконкому № 7 від 9.01.1991 р.                                                                         | Зростає 150 видів рослин, 5 видів — занесені до Червоної книги України (майкараган скіфський, карагана скіфська, тюльпан гранітний, ковила Лессінга та інші)                                                                           |
|            | Свердловина 44                                | пам'ятка природи місцевого значення          | Гідрогеологічний    | Волноваський          | П/л «Світлячок»                                                                                         | 0,1       | 1978           | Рішення Донецького облвиконкому № 26 від 11.01.1978 р.                                                                       | Джерело радонових вод |
|            | Свердловина 48-ГД                             | пам'ятка природи місцевого значення          | Гідрогеологічний    | Волноваський          | Село Зелений Гай                                                                                        | 0,1       | 1978           | Рішення Донецького облвиконкому № 26 від 11.01.1978 р.                                                                       | Джерело радонових вод |
|            | Маріупольська лісова дача                     | Заповідне урочище                            | Ботанічний          | Волноваський          | Селище Лісове                                                                                           | 536       | 1981           | Рішення Донецького облвиконкому № 155 від 11.03.1981 р.                                                                      | Лісові насадження та лісосмуги, де виростають рослини, які занесені до Червоної книги України (шафран, волошка Талієва, Волошка несправжньоблідолускова)                                                                               |
|            | Кам'яні Могили                                | Український степовий природний заповідник    | Комплексний         | Володарський          | Село Назарівка                                                                                          | 289,2     | 1961           | Постанова Ради Міністрів УРСР № 1118 від 22.07.1961 р.                                                                       | Своєрідне поєднання ділянок цілинного степу з гранітними оголеннями у вигляді гряд, скель |
|            | Половецький степ                              | Регіональний ландшафтний парк                | Комплексний         | Володарський          | Село Старченкове                                                                                        | 1105      | 2000           | Рішення Донецької обласної ради № 23/11-253 від 29.02.2000 р.                                                                | Ділянки цілинних степів Північного Приазов'я |
|            | Старченківський                               | Заказник місцевого значення                  | Ентомологічний      | Володарський          | Село Старченкове                                                                                        | 5         | 1982           | Рішення Донецького облвиконкому № 652 від 17.12.1982 р.                                                                      | Місце гніздування диких бджолиних запилювачів сільськогосподарських культур |
|            | Кальчицький                                   | Заказник місцевого значення                  | Ентомологічний      | Володарський          | Біля села Шевченко                                                                                      | 2         | 1982           | Рішення Донецького облвиконкому № 652 від 17.12.1982 р.                                                                      | Місце гніздування диких бджолиних запилювачів сільськогосподарських культур |
|            | Азовська дача                                 | Заказник місцевого значення                  | Лісовий             | Володарський          | Приазовський держлісгосп, Азовське лісництво, кв. 1−72                                                  | 1678      | 1984           | Рішення Донецького облвиконкому № 276 від 27.06.1984 р.                                                                      | Дубові насадження на високому плато півдня області |
|            | Бесташ                                        | Заказник місцевого значення                  | Ландшафтний         | Володарський          | м. Старченкове                                                                                          | 437       | 1999           | Рішення Донецької обласної ради від 17.08.1999 р. № 23/7-170                                                                 | Ділянки цілинних степів |
|            | Чердакли                                      | пам'ятка природи місцевого значення          | Ботанічний          | Володарський          | Село Кременівка                                                                                         | 84        | 1993           | Рішення Донецької обласної ради від 10.03.1993 р.                                                                            | Рослинність гранітних оголень і петрофітних степів. 8 видів рослин (грабельки Бекетова, сон та інші) занесені до Червоної книги України                                                                                                |
|            | Гектова балка                                 | Заказник місцевого значення                  | Ботанічний          | Добропільський        | Біля села Никанорівка                                                                                   | 40        | 1995           | Рішення Донецької обласної ради від 25.03.1995 р.                                                                            | Флора налічує понад 250 видів, 6 з яких занесені до Червоної книги України, в тому числі дрок донський занесений до Європейського Червоного списку                                                                                     |
|            | Грузька балка                                 | Заказник місцевого значення                  | Ботанічний          | Добропільський        | Біля села Золотий Колодязь                                                                              | 18        | 1995           | Рішення Донецької обласної ради від 25.03.1995 р.                                                                            | Флористичний склад: 250 видів, у тому числі 5 видів занесені до Червоної книги України (півонія тонколиста, ковили волосиста, Лессінга, Іоанна, Граффа)                                                                                |
|            | Брандушка                                     | Заповідне урочище                            | Ботанічний          | Добропільський        | Біля села Новотроїцьке                                                                                  | 1         | 1995           | Рішення Донецької обласної ради від 25.03.1995 р.                                                                            | Петрофітний різнотравно-типчаково-ковиловий степ на пісковиках, 4 види занесені до Червоної книги України (брандушка різнобарвна, ковили дніпровська і Лессінга, сон чорніючий)                                                        |
|            | Кучерів Яр                                    | Заповідне урочище                            | Ботанічний          | Добропільський        | Біля села Кучерів Яр                                                                                    | 12        | 1995           | Рішення Донецької обласної ради від 25.03.1995 р.                                                                            | Флора налічує понад 200 видів, у тому числі 5 видів, занесених до Червоної книги України (брандушка різнобарвна, сон чорніючий, півонія тонколиста та інші)                                                                            |
|            | Никанорівський ліс                            | Заповідне урочище                            | Ботанічний          | Добропільський        | Біля села Никанорівка                                                                                   | 39        | 1995           | Рішення Донецької обласної ради від 25.03.1995 р.                                                                            | Байрачна діброва. Місце зосередження рідкісних і охоронюваних видів рослин, 4 види занесені до Червоної книги України (ковила дніпровська, рястка Буше, сон чорніючий, тюльпан дібровний)                                              |
|            | Клебан-Бик                                    | Регіональний ландшафтний парк                | Ландшафтний         | Костянтинівський      | Клебан-Бицьке водосховище з прилеглими ділянками                                                        | 1874      | 2000           | Рішення Донецької обласної ради від 29.02.2000 р., № 23/11-256                                                               | Природні ландшафти Донецького кряжу |
|            | Дружківські скам'янілі дерева                 | пам'ятка природи загальнодержавного значення | Геологічний         | Костянтинівський      | Поблизу міста Дружківка                                                                                 | 1         | 1975           | Розпорядження Ради Міністрів УРСР № 780-р від 14.10.1975 р.                                                                  | Оголення скам'янілих дерев діаметром 1 м у поперечнику |
|            | Клебан-Бицьке відслонення                     | пам'ятка природи загальнодержавного значення | Геологічний         | Костянтинівський      | Частина лівого схилу Клебан-Бицького водосховища                                                        | 60        | 1975           | Розпорядження Ради Міністрів УРСР № 780-р від 14.10.1975 р.                                                                  | Єдине найповніше Оголення нижньопермських відкладень в Кальміус-Торецькій улоговині |
|            | Балка Кравецька                               | пам'ятка природи загальнодержавного значення | Геологічний         | Костянтинівський      | Східна околиця села Іванопілля                                                                          | 15        | 0.75           | Розпорядження Ради Міністрів УРСР № 780- р від 14.10.75 р.                                                                   | Оголення араукаритової світи верхньокам'яновугільних відкладень з розривними порушеннями, чітко видимими на поверхні |
|            | Крейдова флора                                | Український степовий природний заповідник    | Ботанічний          | Краснолиманський      | Села Закітне, Крива Лука                                                                                | 500       | 1988           | Розпорядження Ради Міністрів УРСР від 14.07.1988 р. № 310-р, Розпорядження Президента АН УРСР № 2262 від 13.12.1988 р.       | Унікальна ділянка, де взяті під охорону природні бори з сосною крейдовою і рослинами, які занесені до Червоної книги України (рястка Буше, сон чорніючий, тюльпан дібровний та інші)                                                   |
|            | Святі Гори                                    | Національний природний парк                  | Ботанічний          | Краснолиманський      | | 27665     | 1997           | Указ Президента України 13.02.1997 р.                                                                                        | |
|            | Чернецьке                                     | Заказник місцевого значення                  | Ландшафтний         | Краснолиманський      | Краснолиманське лісництво, кв. 143–147                                                                  | 197       | 1984           | Рішення Донецького облвиконкому № 9 від 27.06.1984 р. № 310 від 21.06.1972 р.                                                | Соснові насадження штучного походження, дубові — природного походження |
|            | Ямполівський заказник                         | Заказник місцевого значення                  | Ландшафтний         | Краснолиманський      | Село Ямполівка                                                                                          | 77        | 1986           | Рішення Донецького облвиконкому № 549 від 24.12.1986 р.                                                                      | Найбільш північна ділянка заплавного лісу по річці Чорний Жеребець |
|            | Чорний Жеребець                               | Заказник місцевого значення                  | Загальнозоологічний | Краснолиманський      | Ямполівське лісництво, кв. 72, 97, 117, 119                                                             | 223       | 1986           | Рішення Донецького облвиконкому № 549 від 24.12.1986 р.                                                                      | Чорновільшанники по річці Чорний Жеребець |
|            | Болото Мартиненкове                           | Заказник місцевого значення                  | Орнітологічний      | Краснолиманський      | Село Ярова                                                                                              | 20        | 1982           | Рішення Донецького облвиконкому № 652 від 17.12.1982 р.                                                                      | Гніздування журавля сірого, чаплі сірої |
|            | Підпісочне                                    | Заказник місцевого значення                  | Ландшафтний         | Краснолиманський      | Дробишевський лісництво, кв. 33, 34, 44, 45                                                             | 197       | 1984           | Рішення Донецького облвиконкому № 9 від 27.06.1984 р. № 310 від 21.06.1972 р.                                                | Соснові та дубові високобонитетні насадження навколо озера Підпісочне |
|            | Конвалія                                      | Заказник місцевого значення                  | Ботанічний          | Краснолиманський      | Краснолиманське лісництво, кв. 167                                                                      | 43        | 1979           | Рішення Донецького облвиконкому № 9 від 10.01.1979 р.                                                                        | Ліс у заплаві річки Сіверський Донець, де виростає конвалія травнева |
|            | Родники                                       | Пам'ятка природи місцевого значення          | Гідрологічний       | Краснолиманський      | Село Шандриголове                                                                                       | 0,1       | 1972           | Рішення Донецького облвиконкому № 310 від 21.06.1972 р., № 15 від 12.01.1972 р.                                              | Вихід джерельних вод під підошви крейдяного схилу річки Нетриус |
|            | Чернецьке озеро                               | пам'ятка природи місцевого значення          | Гідрологічний       | Краснолиманський      | озеро Чернецьке                                                                                         | 12,24     | 1975           | Рішення Донецького облвиконкому № 622 від 25.12.1975 р. № 7 від 9.01.1991 р.                                                 | Лісове озеро — стариця |
|            | Старомихайлівський                            | Заказник місцевого значення                  | Ентомологічний      | Мар'їнський           | Село Старомихайлівка                                                                                    | 0,5       | 1982           | Рішення Донецького облвиконкому № 652 від 17.12.1982 р.                                                                      | Місце гніздування диких бджолиних запилювачів сільськогосподарських культур |
|            | Родники в балці Скотовій                      | пам'ятка природи місцевого значення          | Гідрологічний       | Мар'їнський           | Північна частина балки Скотової, поблизу села Іллінка                                                   | 0,01      | 1995           | Рішення Донецької обласної ради від 25.03.1995 р.                                                                            | Група джерел (3 шт.). Тип джерел — спадний, дебіт — 212 м3/год, вода прозора |
|            | Хомутовський степ                             | Український степовий природний заповідник    | Ботанічний          | Новоазовський         | Село Хомутове                                                                                           | 1030      | 1961           | Постанова Ради Міністрів УРСР від 22.07.1961 р. № 1118                                                                       | Єдина ділянка цілинного типового рівнинного Приазовського степу, де виростає 604 види рослин |
|            | Меотида                                       | Національний природний парк                  | Ботанічний          | Новоазовський         | Вузька смуга узбережжя Азовського моря                                                                  | 5078      | 2000           | Рішення Донецької обласної ради № 23/14-304 від 30.06.2000 р., Указ Президента України № 1099/2009 від 25.12.2009 р.         | Типові та унікальні природні комплекси та об'єкти прибережної смуги Азовського моря |
|            | Кривокоський лиман                            | Заказник місцевого значення                  | Орнітологічний      | Новоазовський         | селище Сєдово                                                                                           | 468,7     | 1981           | Рішення Донецького облвиконкому № 155 від 11.03.1981 р., № 319 від 16.09.1988 р.                                             | Мілководний лиман, місце гніздування водно-болотних птахів, у тому числі куликів-ходулинчиків та інших рідкісних птахів |
|            | Крива коса                                    | пам'ятка природи місцевого значення          | Зоологічний         | Новоазовський         | селище Сєдове                                                                                           | 5         | 1978           | Рішення Донецького облвиконкому № 26 від 11.01.1978 р.                                                                       | Лимани з водно-болотною рослинністю, місце гніздування водно-болотних птахів (мартинів, куликів) |
|            | Печера                                        | пам'ятка природи місцевого значення          | Геологічний         | Новоазовський         | Село Гусельщикове                                                                                       | 0,01      | 1978           | Рішення Донецького облвиконкому № 26 від 11.01.1978 р.                                                                       | Печера довжиною 200–300 м у вапняках понтичного ярусу |
|            | Кохане                                        | Заказник місцевого значення                  | Ботанічний          | Олександрівський      | Біля села Зелене                                                                                        | 37        | 1997           | Рішення Донецької обласної ради № XXII/14-38 від 30.09.1997 р.                                                               | Флористичний список налічує 220 видів рослин, у тому числі 8 занесені до Червоної книги України |
|            | Колодязне                                     | Заказник місцевого значення                  | Ботанічний          | Олександрівський      | Біля села Зелене                                                                                        | 30,8      | 1997           | Рішення Донецької обласної ради № XXII/14-38 від 30.09.1997 р.                                                               | Різнотравно-типчаково-ковиловий степ, де виростає 5 видів рослин, занесених до Червоної книги України |
|            | Казанок                                       | Заказник місцевого значення                  | Ботанічний          | Олександрівський      | Біля села Зелене                                                                                        | 38        | 1997           | Рішення Донецької обласної ради № XXII/14-38 від 30.09.1997 р.                                                               | Різнотравно-типчаково-ковиловий степ, залишки байрачного лісу і заростей степових чагарників, 6 видів рослин, занесених до Червоної книги України                                                                                      |
|            | Верхньосамарський                             | Заказник місцевого значення                  | Ботанічний          | Олександрівський      | Біля села Микільське                                                                                    | 168,3     | 1997           | Рішення Донецької обласної ради № XXII/14-38 від 30.09.1997 р.                                                               | Різнотравно-типчаково-ковиловий степ, де виростає 5 видів рослин, занесених до Червоної книги України |
|            | Мирне поле                                    | Заповідне урочище                            | Ботанічний          | Олександрівський      | Біля села Зелене                                                                                        | 30,5      | 1997           | Рішення Донецької обласної ради № XXII/14-38 від 30.09.1997 р.                                                               | Виростає 5 видів рослин, занесених до Червоної книги України і 1 вид з Європейського Червоного списку |
|            | Широкий ліс                                   | Заповідне урочище                            | Ботанічний          | Олександрівський      | Біля села Єлизаветівка                                                                                  | 34,9      | 1997           | Рішення Донецької обласної ради № XXII/14-38 від 30.09.1997 р.                                                               | Байрачний ліс і піщані різнотравно-типчаково-ковилові степи, де виростає 5 видів рослин, занесених до Червоної книги України |
|            | Балка Зелена                                  | Заповідне урочище                            | Ботанічний          | Олександрівський      | Біля села Новопригоже                                                                                   | 44        | 1997           | Рішення Донецької обласної ради № XXII/14-38 від 30.09.1997 р.                                                               | Різнотравно-типчаково-ковиловий степ. Виростає 4 види рослин, занесених до Червоної книги України і 1 вид з Європейського Червоного списку                                                                                             |
|            | Довгенький ліс                                | Заповідне урочище                            | Ботанічний          | Олександрівський      | Біля села Єлизаветівка                                                                                  | 17,6      | 1997           | Рішення Донецької обласної ради № XXII/14-38 від 30.09.1997 р.                                                               | Байрачний ліс і піщані різнотравно-типчаково-ковилові степи. Виростає 3 види рослин, занесених до Червоної книги України |
|            | Меотида                                       | Національний природний парк                  | Геологічний         | Першотравневий        | Вузька смуга узбережжя Азовського моря                                                                  | 7939      | 2000           | Рішення Донецької обласної ради № 23/14-304 від 30.06.2000 р., Указ Президента України № 1099/2009 від 25.12.2009 р.         | Типові та унікальні природні комплекси та об'єкти прибережної смуги Азовського моря |
|            | Половецький степ                              | Регіональний ландшафтний парк                | Геологічний         | Першотравневий        | Село Захарівка                                                                                          | 230       | 2000           | Рішення Донецької обласної ради № 23/11-253 від 29.02.2000 р.                                                                | Природні цілинні степові ландшафти |
|            | Білосарайська коса                            | Заповідник загальнодержавного значення       | Ландшафтний         | Першотравневий        | Приазовський держлісгосп, Ялтинське лісництво, кв. 51-58                                                | 616       | 1980           | Постанова Ради Міністрів УРСР № 132 від 25.02.1980 р.                                                                        | Площа на суші 416 га, акваторія 200 га; місце, де зростає 217 видів рослин. Місце проживання та гніздування великої кількості птахів                                                                                                   |
|            | Приазовський чапельник                        | Заказник загальнодержавного значення         | Орнітологічний      | Першотравневий        | поблизу села Ялта                                                                                       | 100       | 2000           | Указ Президента України № 1207/2000 від 04.11.2000 р.                                                                        | Найбільша на північному узбережжі Азовського моря змішана колонія чапель |
|            | Соснові культури                              | пам'ятка природи місцевого значення          | Комплексний         | Першотравневий        | Ялтинське лісництво, кв. 50 виділ. 4,2                                                                  | 5         | 1972           | Рішення Донецького облвиконкому № 310 від 21.06.1972 р.                                                                      | Соснові посадки 1954 р. на березі Азовського моря |
|            | Крейдова флора                                | Український степовий природний заповідник    | Комплексний         | Слов'янський          | Село Пискунівка                                                                                         | 634       | 1988           | Розпорядження Ради Міністрів УРСР від 14.07.1988 р. № 310-р, Розпорядження Президента АН УРСР № 2262 13.12.1988 р.           | Є унікальним і єдиним ділянкою в Україні, де взяті під охорону природні бори з сосною крейдяної і рослинами, занесеними до Червоної книги України                                                                                      |
|            | Святі Гори                                    | Національний природний парк                  | Комплексний         | Слов'янський          | | 11957     | 1997           | Указ Президента України від 13.02.1997 р., № 135 /97                                                                         | |
|            | Заплава-1                                     | Заказник місцевого значення                  | Лісовий             | Слов'янський          | Маяцьке лісництво, кв. 174–185                                                                          | 590       | 1972           | Рішення Донецького облвиконкому № 276 27.06.1984 р., № 310 від 21.06.1972 р.                                                 | Заплавний дубовий ліс |
|            | Урочище Сосна                                 | Заказник місцевого значення                  | Лісовий             | Слов'янський          | Маяцьке лісництво, кв. 190–199                                                                          | 527       | 1984           | Рішення Донецького облвиконкому № 276 від 27.06.1984 р.                                                                      | Соснові насадження штучного походження віком більше 50 років |
|            | Маяцька дача                                  | пам'ятка природи загальнодержавного значення | Ботанічний          | Слов'янський          | Маяцьке лісництво, кв. 114, вид. 2                                                                      | 18        | 1975           | Розпорядженням Ради Міністрів УРСР № 780 -р, 14.10.1975 р.                                                                   | Дубові насадження, де зустрічається граб звичайний |
|            | Дуб                                           | Пам'ятка природи місцевого значення          | Ботанічний          | Слов'янський          | Маяцьке лісництво, кв. 145                                                                              |           | 1972           | Рішення Донецького облвиконкому № 115 12.01.1972 р.                                                                          | Окремо зростаючий дуб природного походження. Довжина кола 3,34 м, вік — 250–300 років |
|            | Ставок Дзеркальний                            | пам'ятка природи місцевого значення          | Гідрологічний       | Слов'янський          | Донрибкомбінат                                                                                          | 1,5       | 1972           | Рішення Донецького облвиконкому № 310 21.06.1972 р.                                                                          | Штучний ставок серед лісових насаджень |
|            | Дендропарк Маяцького лісництва                | Парк — пам'ятка садово-паркового мистецтва   | Лісовий             | Слов'янський          | Маяцьке лісництво, кв. 145                                                                              | 1,5       | 1972           | Рішення Донецького облвиконкому № 310 21.06.1972 р.                                                                          | Дендропарк закладено в 1957 р. Силами громадськості |
|            | Роздольненський                               | Заказник загальнодержавного значення         | Геологічний         | Старобешівський       | Село Роздольне                                                                                          | 100       | 1974           | Постанова Ради Міністрів УРСР від 28.10.1974 р. № 500                                                                        | Оголення верхньодевонських відкладень і карбонатної товщі нижнього карбону |
|            | Стильське оголення                            | пам'ятка природи загальнодержавного значення | Геологічний         | Старобешівський       | Поблизу села Стила                                                                                      | 25        | 1975           | Розпорядження Ради Міністрів УРСР від 14.10.1975 р. № 780-р                                                                  | Розріз відкладень верхнього девону і карбонатної товщі нижнього карбону |
|            | Новокатеринівське оголення                    | пам'ятка природи загальнодержавного значення | Геологічний         | Старобешівський       | Поблизу села Новокатеринівка                                                                            | 10        | 1975           | Розпорядження Ради Міністрів УРСР від 14.10.1975 р. № 780-р                                                                  | Оголення трьох горизонтів рифового вапняку потужністю від 1 до 6 м |
|            | Оголення нижнього карбону                     | пам'ятка природи місцевого значення          | Геологічний         | Старобешівський       | м. Комсомольське                                                                                        | 2         | 1975           | Рішення Донецького облвиконкому № 622 25.12.1975 р.                                                                          | На ділянці по лівому березі річки Кальміус в балці Скидна розкриваються фрагменти нижньої світи нижнього карбону з переходом до середньої світи середнього карбону з характерним комплексом фауни                                      |
|            | Печера № 1                                    | пам'ятка природи місцевого значення          | Геологічний         | Старобешівський       | поблизу села Стила                                                                                      | 0,5       | 1984           | Рішення Донецького облвиконкому № 276 27.06.1984 р.                                                                          | Печера, заповнена водою, близько підніжжя Довгої скелі |
|            | Печера № 2                                    | пам'ятка природи місцевого значення          | Геологічний         | Старобешівський       | поблизу села Стила                                                                                      | 0,5       | 1984           | Рішення Донецького облвиконкому № 276 27.06.1984 р.                                                                          | Печера у вигляді тріщини в пегматитових виходах Короткої скелі |
|            | Гречкине № 1                                  | Заповідне урочище                            | Геологічний         | Старобешівський       | Село Василівка                                                                                          | 1,5       | 1981           | Рішення Донецького облвиконкому № 155 11.03.1981 р.                                                                          | Ділянка цілинних кам'янистих земель по берегу річки Кальміус, де зростають грабельки Бекетова |
|            | Гречкине № 2                                  | Заповідне урочище                            | Геологічний         | Старобешівський       | Село Василівка                                                                                          | 5         | 1981           | Рішення Донецького облвиконкому № 155 11.03.1981 р.                                                                          | Ділянка цілинних кам'янистих земель по берегу річки Кальміус, де зростають грабельки Бекетова |
|            | Василівка                                     | Заповідне урочище                            | Геологічний         | Старобешівський       | Село Василівка                                                                                          | 7,5       | 1981           | Рішення Донецького облвиконкому № 155 11.03.1981 р.                                                                          | Ділянка цілинних кам'янистих земель по берегу річки Кальміус, де зростають грабельки Бекетова |
|            | Джерело Конькове                              | пам'ятка природи місцевого значення          | Гідрологічний       | Тельманівський        | Село Конькове                                                                                           | 0,01      | 1978           | Рішення Донецького облвиконкому № 26 11.01.1978 р.                                                                           | Джерело, утворене підземними водами сарматських вапняків |
|            | Кирсанове                                     | Заповідне урочище                            | Гідрологічний       | Тельманівський        | Правий берег річки Кальміус, поблизу села Красний Октябр                                                | 3         | 1981           | Рішення Донецького облвиконкому № 155 11.03.1981 р.                                                                          | Цілинні кам'янисті землі, де зростають грабельки Бекетова |
|            | Ліс на граніті                                | Заповідне урочище                            | Гідрологічний       | Тельманівський        | поблизу села Старогнатівка                                                                              | 71,7      | 1981           | Рішення Донецького облвиконкому № 155 11.03.1981 р.                                                                          | Найпівденніша межа природного лісу в Донецькій області |
|            | Донецький кряж                                | Регіональний ландшафтний парк                | Ландшафтний         | Шахтарський           | Село Саурівка, село Петрівське                                                                          | 1599      | 2000           | Рішення Донецької обласної ради від 29.02.2000 р. № 23/11-254                                                                | Типові ділянки Донецького кряжу |
|            | Круглик                                       | Заказник місцевого значення                  | Ентомологічний      | Шахтарський           | Село Нікішине                                                                                           | 12,9      | 1993           | Рішення Донецької обласної ради 10.03.1993 р.                                                                                | Наявність квітучого конвеєра нектароносів створює умови для гніздування різних видів бджіл і джмелів |
|            | Обушок                                        | Заказник місцевого значення                  | Ботанічний          | Шахтарський           | Селище Дубове                                                                                           | 58,6      | 1993           | Рішення Донецької обласної ради від 10.03.1993 р.                                                                            | Рослинність представлена різнотравно-ковилово-злаковою асоціацією. 9 видів (волошка Талієва, гніздівка звичайна, ковила Лессінга та інші) занесені до Червоної книги України                                                           |
|            | Урочище Грабове                               | пам'ятка природи загальнодержавного значення | Ботанічний          | Шахтарський           | Торезький держлісгосп, Торезьке лісництво, кв. 1, в. 9, 19                                              | 41        | 1975           | Розпорядження Ради Міністрів УРСР № 780-р 14.10.1975 р. Рішення Донецького облвиконкому № 310 21.06.1972 р.                  | Дубово-ясеневі насадження з домішкою природного зростання граба звичайного |
|            | Балка Водяна                                  | Заказник місцевого значення                  | Ботанічний          | Ясинуватський         | селище Піски                                                                                            | 5         | 1979           | Рішення Донецького облвиконкому № 9 10.01.1979 р. Внесено зміни рішенням Донецької обласної ради від 4.03.1999 р. № 23/5-127 | Місце, де зростає лікарська рослина — оман високий |
|            | Балка Суха (пам'ятка природи)                 | пам'ятка природи місцевого значення          | Ботанічний          | Ясинуватський         | Село Балка Суха                                                                                         | 150       | 1991           | Рішення Донецького облвиконкому № 7 від 9.01.1991 р.                                                                         | Зростає 38 видів лікарських рослин, 3 види рослин занесено до Червоної книги України (ковили волосиста, Лессінга та українська) |
|            | Витоки Кальміусу                              | пам'ятка природи місцевого значення          | Гідрологічний       | Ясинуватський         | Селище Мінеральне                                                                                       | 7,4       | 2000           | Рішення Донецької обласної ради від 30.06.2000 р. № 23/14-305                                                                | Місце, де розташовані джерела, що дають початок річці Кальміус |
|            | Урочище Софіївське                            | Заказник місцевого значення                  | Лісовий             | Горлівка              | Єнакіївське лісництво, кв. 28-49                                                                        | 565       | 1984           | Рішення Донецького облвиконкому № 276 27.06.1984 р., № 310 від 21.06.1972 р.                                                 | Дубово-ясеневі насадження в зеленій зоні міста Горлівки |
|            | Ботанічний сад                                | Державний Ботанічний сад                     | Ботанічний          | Донецьк               | Місто Донецьк                                                                                           | 262,2     | 1983           | Постанова Ради Міністрів УРСР № 311 22.07.1983 р. № 805 від 25.06.1964 р.                                                    | Налічується більше 8 тис. видів, форм і сортів рослин, є базою фундаментальних наукових досліджень |
|            | Урочище Розсохувате                           | Заказник місцевого значення                  | Лісовий             | Єнакієве              | Горлівський держлісгосп, Єнакіївське лісництво, кв. 54, 61, 63, 64                                      | 100       | 1984           | Рішення Донецького облвиконкому № 276 27.06.1984 р., № 310 21.06.1972 р.                                                     | Ліс з перевагою дуба по узбережжю Волинцевського водосховища |
|            | Урочище Плоске                                | Заказник місцевого значення                  | Лісовий             | Єнакієве              | Горлівський держлісгосп, Єнакіївське лісництво, кв. 151–155                                             | 129       | 1984           | Рішення Донецького облвиконкому № 276 27.06.1984 р.                                                                          | Дубові насадження у віці більше 60 років на Донецькому кряжі |
|            | Скелеподібне оголення верхньої крейди         | пам'ятка природи місцевого значення          | Геологічний         | Краматорськ           | Село Білокузьминівка                                                                                    | 0,35      | 1972           | Рішення Донецького облвиконкому № 310 21.06.1972 р.                                                                          | Скелеподібне, мальовниче Оголення верхньої крейди |
|            | Святі Гори                                    | Національний природний парк                  | Ландшафтний         | Святогірськ           | | 967       | 1997           | Указ Президента України від 13.02.1997 р. № 135/97                                                                           | |
|            | Соснові насадження                            | Заказник місцевого значення                  | Ландшафтний         | Святогірськ           | Місто Святогірськ                                                                                       | 686       | 1984           | Рішення Донецького облвиконкому № 276 від 27.06.1984 р.                                                                      | Соснові насадження віком до 120 років навколо міста |
|            | Тополя                                        | пам'ятка природи місцевого значення          | Ландшафтний         | Святогірськ           | Слов'яногірське лісопаркове господарство, кв. 31                                                        | 0,1       | 1986           | Рішення Донецького облвиконкому № 549 від 24.12.1986 р.                                                                      | Тополя біла є унікальним екземпляром, діаметр основного стовбура, що переходить в 7 потужних відгалужень — 2,7 м, висота 35 м, вік 80 рок                                                                                              |
|            | Сліпне                                        | пам'ятка природи загальнодержавного значення | Гідрологічний       | Слов'янськ            | Місто Слов'янськ                                                                                        | 30        | 1975           | Розпорядження Ради Міністрів УРСР № 780-р від 14.10.1975 р.                                                                  | Озеро карстового походження |
|            | Ропне                                         | пам'ятка природи загальнодержавного значення | Гідрологічний       | Слов'янськ            | Місто Слов'янськ                                                                                        | 32        | 1975           | Розпорядження Ради Міністрів УРСР № 780-р від 14.10.1975 р.                                                                  | Озеро карстового походження |
|            | Урочище Леонтьєво-Байрацьке                   | Заказник місцевого значення                  | Лісовий             | Сніжне                | Торезький держлісгосп, Сніжнянське лісництво, кв. 31-56                                                 | 1290      | 1984           | Рішення Донецького облвиконкому № 276 від 27.06.1984 р.                                                                      | Популяція граба звичайного. Дубово-ясеневі насадження віком до 80 років |
|            | Зуївський                                     | Регіональний ландшафтний парк                | Ландшафтний         | Харцизьк              | Території Харцизької міської ради                                                                       | 1214,2    | 2002           | Рішення Донецької обласної ради № 4/3-58 від 03.09.2002 р.                                                                   | Зростає більше 500 видів рослин і більше 200 видів тварин, перебувають численні джерела, які харчують Ольховське водоймище. |